# حنابو (حنابو)
حنابو هو دُوَّار يقع بجماعة عرب صباح اغريس، إقليم الرشيدية، جهة درعة تافيلالت في المملكة المغربية. ينتمي الدوّار لمشيخة حنابو التي تضم دوار واحد. يقدر عدد سكانه بـ 3261 نسمة حسب الإحصاء الرسمي للسكان والسكنى لسنة 2004.

## روابط خارجية
- البوابة الوطنية للجماعات الترابية نسخة محفوظة 12 مارس 2018 على موقع واي باك مشين.
- المندوبية السامية للتخطيط